# Gmina Nowy Duninów
Gmina Nowy Duninów je polská vesnická gmina v okrese Płock v Mazovském vojvodství. Sídlem gminy je ves Nowy Duninów. V roce 2010 zde žilo 3 932 obyvatel..
Gmina má rozlohu 144,79 km², zabírá 8,05% rozlohy okresu. Skládá se ze 13 starostenství.

## Starostenství
Brwilno, Brwilno Dolne-Soczewka, Duninów Duży, Dzierzązna, Kamion-Grodziska, Karolewo-Nowa Wieś, Lipianki, Nowy Duninów, Popłacin, Stary Duninów, Środoń-Brzezinna Góra, Trzcianno-Jeżewo, Wola Brwileńska

Poloha Gminy Brudzeń Duży na mapě okresu Płock